# مبارزه با مواد مخدر

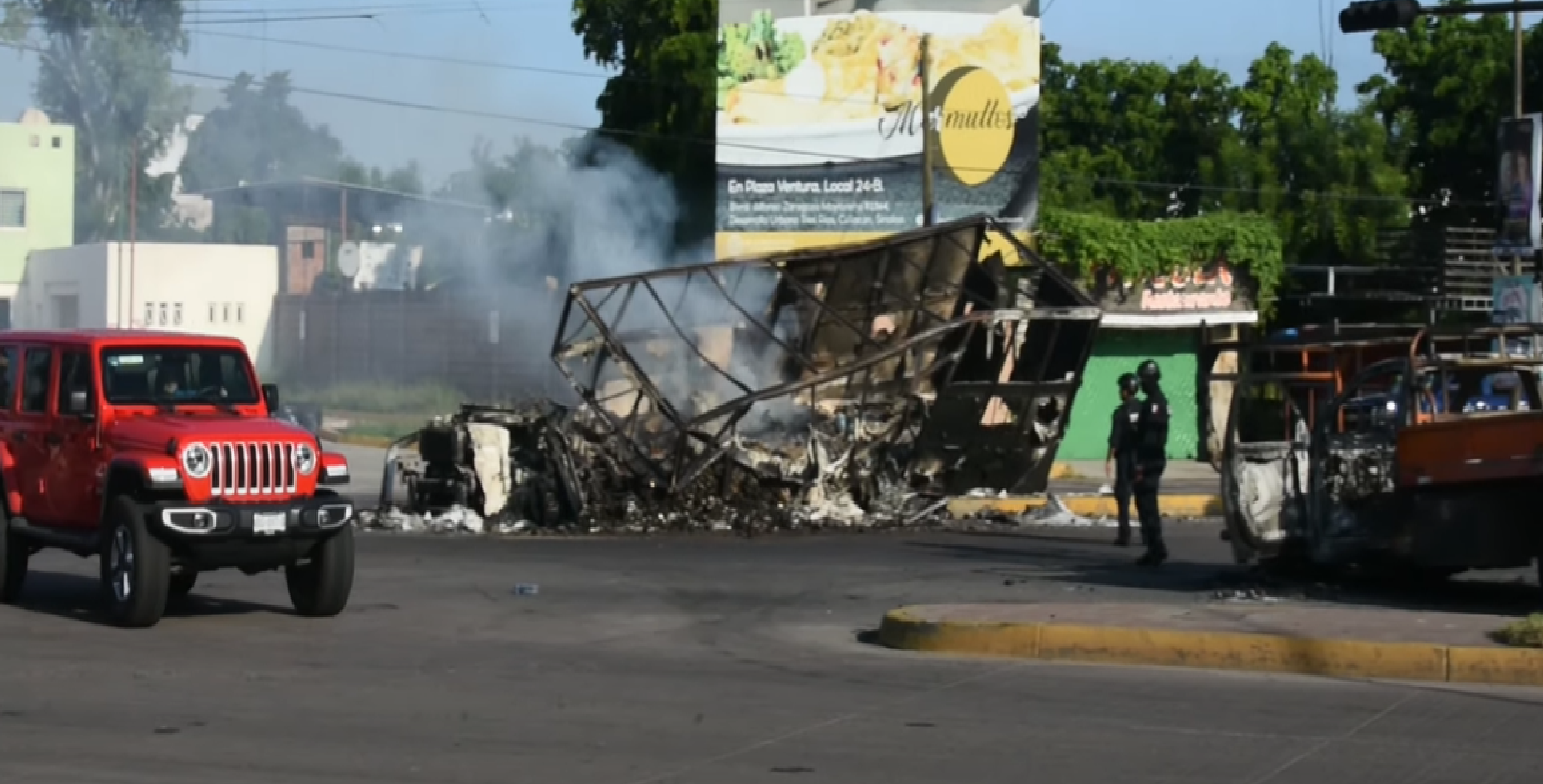
تروریسم

تروریسم مواد مخدر (انگلیسی: Narcoterrorism) مبارزه با مواد مخدر توسط فرناندو بلئونده تری رئیس‌جمهور سابق پرو در سال ۱۹۸۳، در حالیکه انواع حملات تروریستی را علیه پلیس ضد مواد مخدر کشور خود شرح می‌داد، ابداع شد. در تعریف اصلی، تروریسم مواد مخدر، پاسخی به اقدامات قاچاقچیان مواد مخدر است که قصد دارند سیاست‌های دولت یا جامعه را تحت تأثیر قرار داده، و با توسل به خشونت و ارعاب، با تهدیدهای سیستماتیک نظیر خشونت، از اجرای قوانین ضد مواد مخدر ممانعت کنند. خشونت پابلو اسکوبار در برخورد با دولت کلمبیا شاید یکی از شناخته‌ترین و مستندترین نمونه‌های تروریسم مواد مخدر است.

## تاریخچه
تروریسم مواد مخدر، تا حدود زیای به دلیل استفاده آن در بحث خشونت اپوزیسیون نسبت به مشی جنگ با مواد مخدر دولت ایالات متحده آمریکا مباحثه‌برانگیز بوده‌است.
این اصطلاح به‌طور فزاینده‌ای از سوی سازمان‌های تروریستی شناخته شده که برای تأمین مالی عملیاتهای خود، استخدام نیرو و بکارگیری افراد کارکشته، درگیر فعالیت‌های قاچاق مواد مخدر هستند مورد استفاده قرار گرفته‌است. این سازمان‌ها شامل: فارک، ای ال ان، آ یو سی در کلمبیا، پی سی پی ـ اس ال در پرو، حماس و طالبان است.
یک گزارش سرویس تحقیقاتی کنگره در سال ۲۰۱۳ اشاره می‌کند که در سال ۲۰۰۳، اداره مبارزه با مواد مخدر(DEA) گزارش کرد که ۱۴ تا ۳۶ درصد از گروه‌های نامگذاری شده در لیست سازمان‌های تروریستی خارجی به میزانی درگیر فعالیت غیرقانونی مواد مخدر بوده‌اند در حالیکه در سال مالی ۲۰۱۰، وزارت دادگستری ایالات متحده(DOJ) گزارش نموده‌است که ۲۹ سندیکا از ۶۳ سندیکای بین‌المللی مواد مخدر که در صدر لیست سازمان‌های مورد هدف(CPOT) قرار داشتند و با تروریست‌ها همدستی می‌کردند، شناسایی شدند."
در سال ۲۰۰۰ ایالات متحده شروع به تأمین بودجه نمود و تحت مدیریت دولت بوش، طرح کلمبیا با هدف قلع و قمع فراورده‌های مواد مخدر و اقدام علیه اربابانی که متهم به درگیر بودن در مواد مخدر هستند ادامه داد؛ که در میان آنان، رهبران مارکسیست فارک و نیروهای شبه نظامی آ یو سی نیز شامل می‌شدند.
اغلب گفته می‌شود که القاعده برای تأمین مالی فعالیت‌های خود از قاچاق مواد مخدر استفاده می‌کند، اما گزارش کمیسیون ۱۱ سپتامبر متذکر می‌شود که «گرچه تجارت مواد مخدر به‌عنوان منبع درآمد طالبان بوده‌است ولی این موضوع در مورد القاعده صدق نمی‌کند و هیچ سند قابل اتکائی که بن لادن درگیر آن بوده باشد یا از قاچاق مواد مخدر کسب درآمد کرده باشد وجود ندارد». این سازمان بیشتر دارایی‌های خود را از طریق کمک‌های بلاعوض به‌ویژه از طریق «شخصیت‌های متمول سعودی» کسب می‌کند. منتقدین ممنوعیت مواد مخدر می‌گویند که همین ممنوعیت است که خود تروریسم را تأمین مالی می‌کند.